# Друмски филм
Друмски филм (енгл. Road movie) филмски је жанр у којем се радња одвија у току путовања и типично долази до промене перспективе главних ликова у односу на њихов свакодневни живот.

## Историја
Жанр вуче корене из усмених и писаних прича о епским путовањима, попут Одисеје.
Тематика путовања јавила се још у зачетку америчке кинематографије, али је процветала тек после Другог светског рата, са порастом производње аутомобила и све популарнијом младалачком културом, да би жанр „друмски филм” био дефинисан тек у шездесетим годинама 20. века, са филмом „Голи у седлу” (енгл. Easy Ride).